# David Adams (baseball)
Pour les articles homonymes, voir David Adams et Adams.
David Lee Adams (né le 15 mai 1987 à Margate, Floride, États-Unis) est un joueur de deuxième but qui a joué en Ligues majeures de baseball pour les Yankees de New York en 2013.

## Carrière
David Adams est drafté en 21e ronde par les Tigers de Détroit en 2005 mais repousse l'offre de l'équipe pour s'engager plutôt chez les Cavaliers de l'Université de Virginie. Il signe avec les Yankees de New York après avoir été repêché par ce club au 3e tour de sélection en 2008. 
Alors qu'il joue en ligues mineures en juillet 2010, les Yankees en viennent à un accord avec les Mariners de Seattle pour acquérir le lanceur étoile Cliff Lee. Adams doit être un des jeunes joueurs envoyés à Seattle dans l'échange, mais il se blesse à la cheville, ce qui lui fera rater la majeure partie de la saison 2011, et la nouvelle refroidit les Mariners, qui renoncent à la transaction,.
Il fait ses débuts dans le baseball majeur avec les Yankees le 15 mai 2013, jour de son 26e anniversaire de naissance, et réussit alors son premier coup sûr au plus haut niveau, face au lanceur Hisashi Iwakuma des Mariners de Seattle. Normalement joueur de deuxième but, Adams est utilisé comme joueur de troisième but à ses premiers matchs chez les Yankees en l'absence des habitués de cette position, Alex Rodriguez, Kevin Youkilis et Vernon Wells.
Adams frappe son premier coup de circuit le 20 mai 2013 contre Freddy García des Orioles de Baltimore. En 43 matchs des Yankees en 2013, Adams joue surtout au troisième but. Il frappe 27 coups sûrs dont 2 circuits et produit 13 points, pour aller avec une faible moyenne au bâton de ,193.
Le 22 mars 2014, les Orioles de Baltimore réclament Adams au ballottage. Après avoir joué 2014 dans les mineures dans l'organisation des Orioles, il rejoint les Marlins de Miami et est assigné aux mineures en 2015.